# Jeff B. Davis

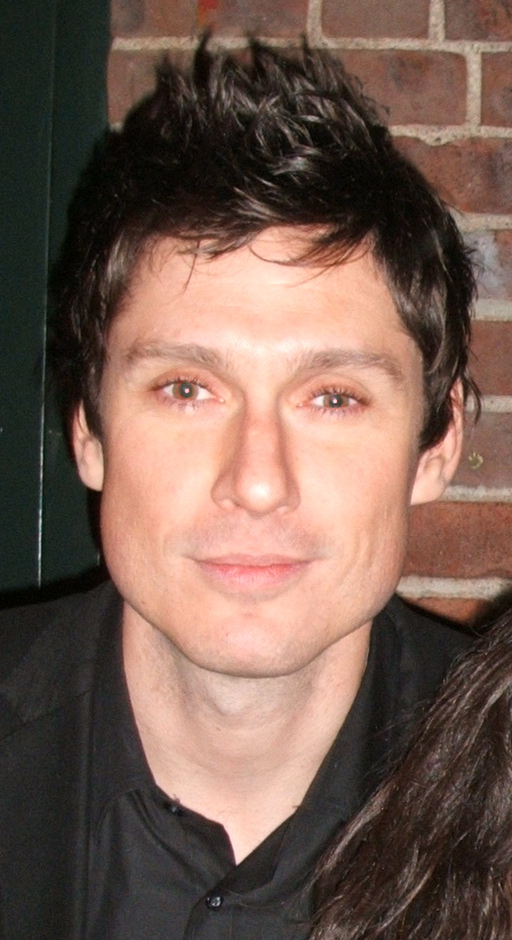
Jeff Davis (2010)

Jeffrey Bryan „Jeff“ Davis (* 6. Oktober 1973 in Los Angeles, Kalifornien) ist ein US-amerikanischer Schauspieler, Comedian und Improvisationsdarsteller.

## Frühe Jahre
Jeff B. Davis wurde in Los Angeles geboren und wuchs anschließend in Whittier auf. Bereits im Alter von vier Jahren stand er für Werbespots vor der Kamera und stand außerdem für das Stück You're a Good Man, Charlie Brown am Groundlings Theater in Hollywood auf der Bühne, wobei er sich bei der Premiere auf den Regisseur übergab. Davis besuchte die La Serna High School in Whittier. Mit 11 übernahm er die Rolle des Louis in einer Inszenierung des Stücks The King and I an der Seite von Yul Brynner. Nachdem sich der Letztgenannte bei dieser Premiere wiederum auf Davis übergab, entschied er sich zukünftig auf eine Komikerkarriere zu fokussieren. Der Premiere folgte eine landesweite Tour, die insgesamt ein halbes Jahr andauerte. Anschließend kehrte Davis an die High School zurück.

## Karriere
Seine erste Schauspielrolle vor der Kamera übernahm Davis im Alter von 12 Jahren 1986 mit einem Gastauftritt in der Serie Ein Engel auf Erden. Nach dem Schulabschluss konzentrierte er sich auf seine Improvisationsdarstellungen. Er trat der Gruppe Impromptones bei, die improvisierte Lieder, basierend auf Publikumswünschen, vortrug. Einige ihrer Werke wurden unter dem Titel Steamy Monday als CD veröffentlicht. 1996 trennte sich die Gruppe um sich neuen Projekten zu widmen. Davis trat anschließend in der Late-Night-Show Kwik Witz, zusammen mit Wayne Brady, auf. 1997 gründete er mit den Newtronics eine eigene Improvisationsgruppe, die inhaltlich den Impromptones ähnelte. Mit ihr trat Davis landesweit auf und nahm zudem mehrmals beim Chicago Improv Festival teil. Seine Improvisationen umfassen unter anderem Parodien der Schauspieler Jeff Goldblum und Christopher Walken.
Ab 2001 war Davis in der Improshow Whose Line Is It Anyway? zu sehen. 2003 war er in der kurzlebigen Sketchshow On the Spot zu sehen. Ebenfalls 2003 übernahm er eine wiederkehrende Rolle in der Serie Happy Family, die er bis 2004 spielte. 2004 war er als Eric im Horrorfilm Trespassing zu sehen. Weitere Fernsehauftritte folgten in Joey, Yacht Rock, True Blood, Das Sarah Silverman Programm, Melrose Place, Suits, Fuller House und Rick and Morty. Von 2010 bis 2011 fungierte er als Ansager in der Spieleshow The Price is Right. Davis verbindet eine Freundschaft mit Dan Harmon, die unter anderem in Laser Fart und Rick and Morty zusammenarbeiteten. Von 2016 bis 2019 trat Davis in der von Harmon erschaffenen Serie HarmonQuest als Boneweevil auf. Seit 2012 betreiben die beiden den Impro-Podcast Harmontown .
Davis lebt in Los Angeles.

## Filmografie (Auswahl)
- 1986: Ein Engel auf Erden (Highway to Heaven, Fernsehserie, Episode 3x09)
- 1999: Dienstags bei Morrie (Tuesdays with Morrie, Fernsehfilm)
- 2000: The Norm Show (Fernsehshow, Episode 3x05)
- 2001: House of Cards (Fernsehfilm)
- 2001–2002: Drew Carey Show (The Drew Carey Show, Fernsehserie, 2 Episoden)
- 2003: On the Spot (Fernsehserie, 5 Episoden)
- 2003–2004: Happy Family (Fernsehserie, 22 Episoden)
- 2004: Trespassing
- 2004: Twigger's Holiday (Webserie, Episode 1x05)
- 2004–2005: Laser Fart (Webserie, 7 Episoden)
- 2005: Joey (Fernsehserie, Episode 1x14)
- 2005: Jake in Progress (Fernsehserie, Episode 1x11)
- 2006: The Wastelander (Webserie, Episode 1x03)
- 2006: Yacht Rock (Webserie, Episode 1x09)
- 2006: The Boys & Girls Guide to Getting Down
- 2006: Trans-plants (Kurzfilm)
- 2006–2007: Exposure (Webserie, 3 Episoden)
- 2007: Bad Dad (Fernsehserie, eine Episode)
- 2007: Killer Pad
- 2007–2008: Das Sarah Silverman Programm (The Sarah Silverman Program, Fernsehserie, 4 Episoden)
- 2008: True Blood (Fernsehserie, Episode 1x04 Flucht aus dem Drachenhaus)
- 2009: The Madness of Jane (Fernsehfilm)
- 2009: The Quest for the Golden Hot Dog (Fernsehserie, eine Episode)
- 2009: Bountiful Bounty (Fernsehserie, 2 Episoden)
- 2009: Crappy Holidays Presents... (Fernsehserie, 2 Episoden)
- 2010: Melrose Place (Fernsehserie, Episode 1x17)
- 2010–2017: Mary Shelley's Frankenhole (Fernsehserie, 19 Episoden, Stimme)
- 2011: Squidbillies (Fernsehserie, Episode 6x04, Stimme)
- 2012: Suits (Fernsehserie, Episode 2x09)
- 2012: My Funny Valentine
- 2013: Doin' It Yourself (Fernsehfilm)
- 2014: Car-Jumper (Fernsehserie, Episode 1x17)
- 2014: Santiago (Fernsehserie, Episode 1x03)
- 2015: Amigo Undead
- 2016: Fuller House (Fernsehserie, Episode 1x06)
- 2016: Bajillion Dollar Propertie$ (Fernsehserie, Episode 1x02)
- 2016–2019: HarmonQuest (Fernsehserie, 20 Episoden)
- 2017: Rick and Morty (Fernsehserie, Episode 3x07 Atlantis ist nur einmal im Jahr, Stimme)
- 2018: Spinners: Izzy Lyon – The Unspun Truth
- 2019: Holiday Hell